# Bank of America Stadium
Le Bank of America Stadium (auparavant Carolinas Stadium et Ericsson Stadium, et surnommé The Vault ou The Bank) est un stade de football américain situé dans le centre de Charlotte, en Caroline du Nord.
Depuis 1996, c'est le terrain de jeu des Panthers de la Caroline de la National Football League. Chaque année, il est l'hôte du Meineke Car Care Bowl qui est une rencontre de football américain universitaire entre des équipes de la Atlantic Coast Conference et la Big East Conference. Parfois, les East Carolina Pirates viennent y jouer. Le Bank of America Stadium a une capacité de 74 867 places assises en configuration football américain et il dispose de 157 suites de luxe, 11 358 sièges de club ainsi que de 5 000 places de stationnement dans les environs.

## Histoire
Après plus de dix ans d'existence, le Bank of America Stadium est toujours l'un des meilleurs stades de la National Football League. En 1990, la NFL avait annoncé la création d'une trentième équipe dans la ligue. Charlotte était l'une des premières villes mentionnées pour accueillir la future escouade. Les habitants locaux avaient toujours désiré avoir une grande équipe de football américain dans la région. En 1993, ce rêve est devenu une réalité quand la ligue attribua une franchise à la ville. Le nom choisi fut Panthers de la Caroline.
Immédiatement, l'édification d'un nouveau stade fut entreprise durant l'année 1993. À l'origine connu sous le nom de Carolinas Stadium (ce nom est utilisé lors des événements de la FIFA), la compagnie suédoise Ericsson acheta les droits d'appellation de celui-ci en 1996 pour 20 millions de dollars sur 10 années, et le stade porta le nom de Ericsson Stadium jusqu'en janvier 2004. Ensuite, la Bank of America racheta ces droits pour environ 100 millions de dollars sur 20 années.
Malgré une construction assez rapide, le Bank of America Stadium ne fut pas prêt pour la saison 1995. Durant cette période, les Panthers de la Caroline durent jouer leurs premières rencontres à domicile dans le Memorial Stadium de l'Université de Clemson, qui est le domicile des Clemson Tigers de la NCAA.
Lors de son inauguration en 1996, il est devenu l'un des rares stades à être financé par des fonds privés. Son coût est évalué à 248 millions de dollars, la ville aurait fourni 40 millions de dollars pour l'achat du terrain et 10 millions de dollars de la part du comté. Les Panthers de la Caroline ont pu jouer leur premier match au stade le 14 septembre 1996.

## Description
Le Bank of America Stadium est situé à l'ouest du quartier des affaires de Charlotte et sa façade est unique. Elle se compose de grands passages arqués, et de tours à coupole. Le stade comporte une façade noire en granit obsidien. Des représentations de panthères noires, chacune mesurant 2,5 mètres de haut et pesant 900 kilos, sont installées sur des piédestaux de 3 mètres. Elles sont situées de chaque côté des trois entrées arquées de 25 mètres. Les dômes de lumière de 14 mètres de diamètre sont placés sur les tours à coupole de l'entrée et illuminent les alentours chaque nuit. 
L'enceinte est composée de 73 000 sièges bleus et argentés répartis dans trois rangées entourant le terrain de jeu. Le stade possède une multitude d'animations et de commodités, y compris le Bank of America Club, 157 suites de luxe et la Suite 87. Deux tableaux d'affichage géants se trouvent sur les extrémités.

## Données techniques
Le Bank of America Stadium fut conçu par la firme architectural HOK Sport et sa construction coûta 248 millions de dollars. Il repose sur une surface de 130 000 mètres carrés et ses dimensions sont de 121 mètres sur 80.
Il y a 73 778 sièges répartis ainsi: 
- Lower Bowl : 22,714
- Club Level : 11,209
- Suites (157) : 2,717
- "Suite 87" : 124
- Total Lower Bowl/Suite Seating : 36,640
- Upper Bowl : 37,138
- Total dans le stade : 73,778

## Événements
- Concert des Rolling Stones, 10 octobre 1997
- NCAA Men's Soccer Championship, 1999 et 2000
- Meineke Car Care Bowl, depuis 2002
- ACC Championship Game, 2010 et 2011
- Concert des Rolling Stones, 30 septembre 2021
- Concert de Beyoncé, 9 août 2023

## Galerie

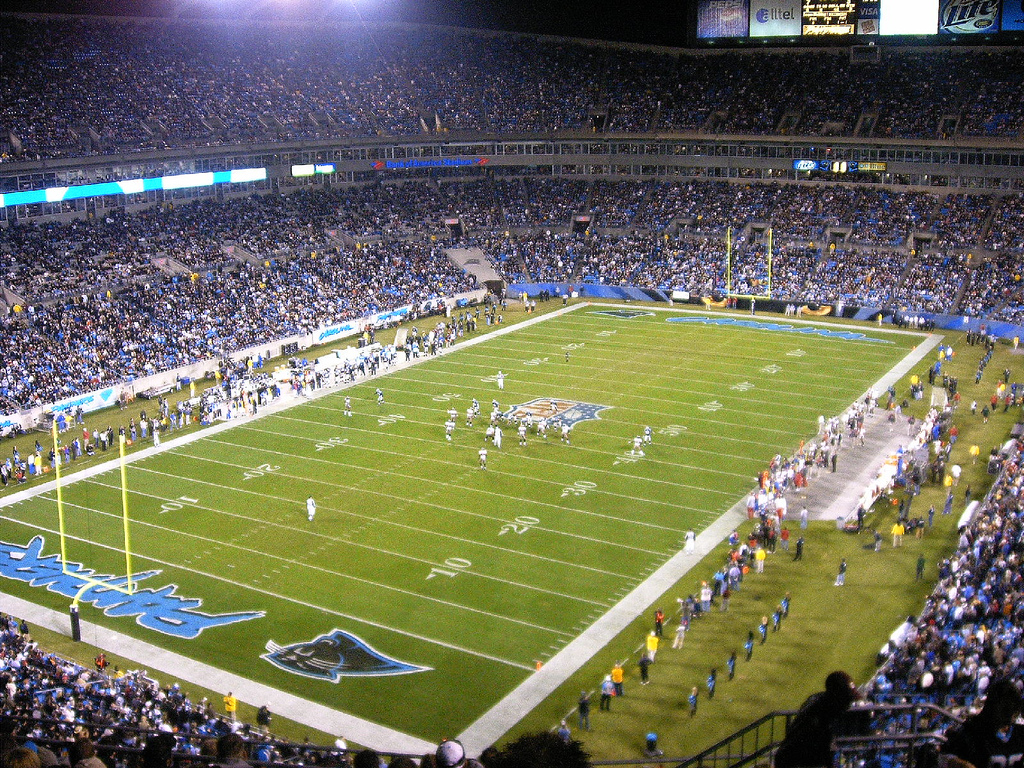
Bank of America Stadium
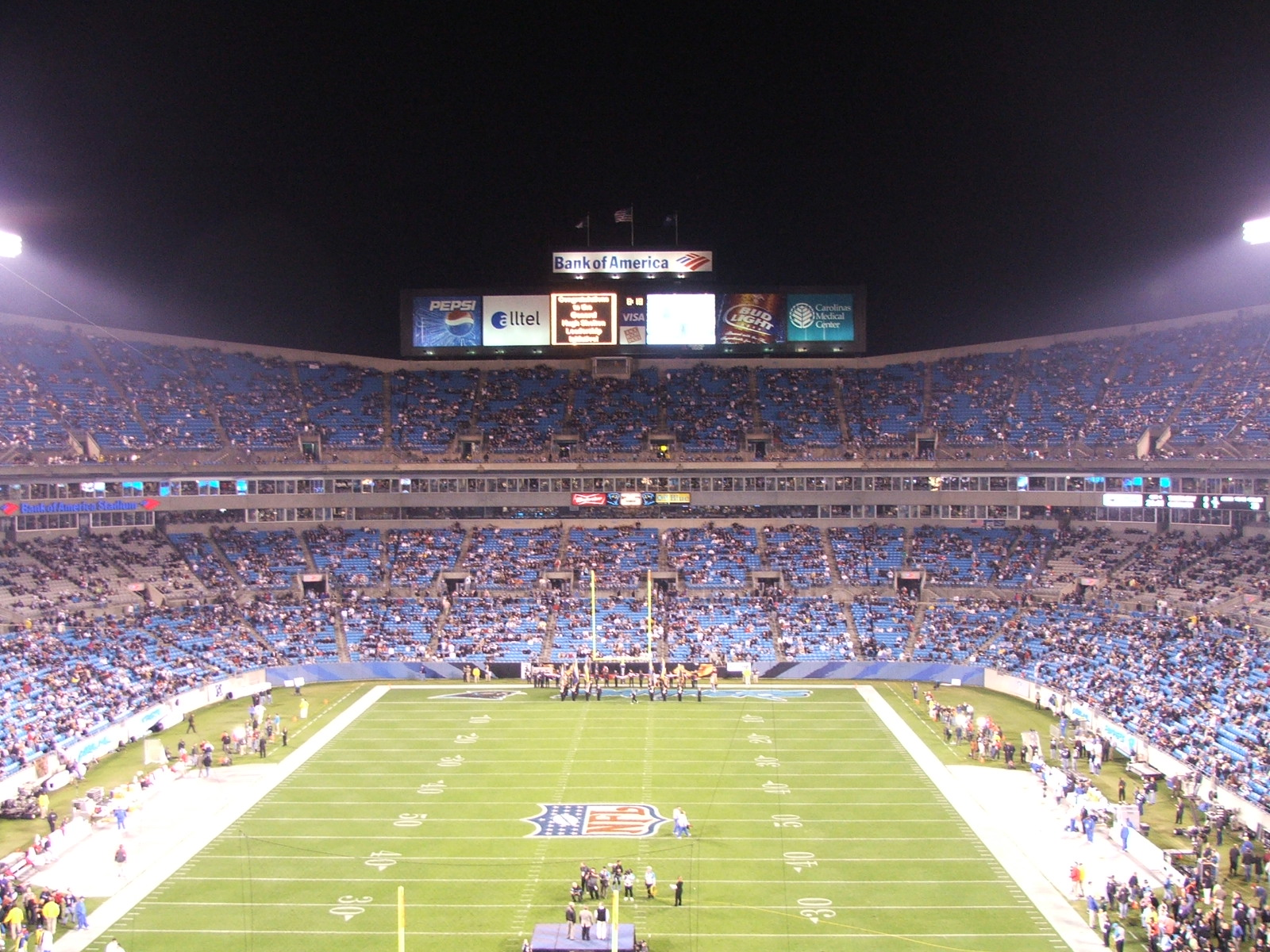
Enceinte du stade
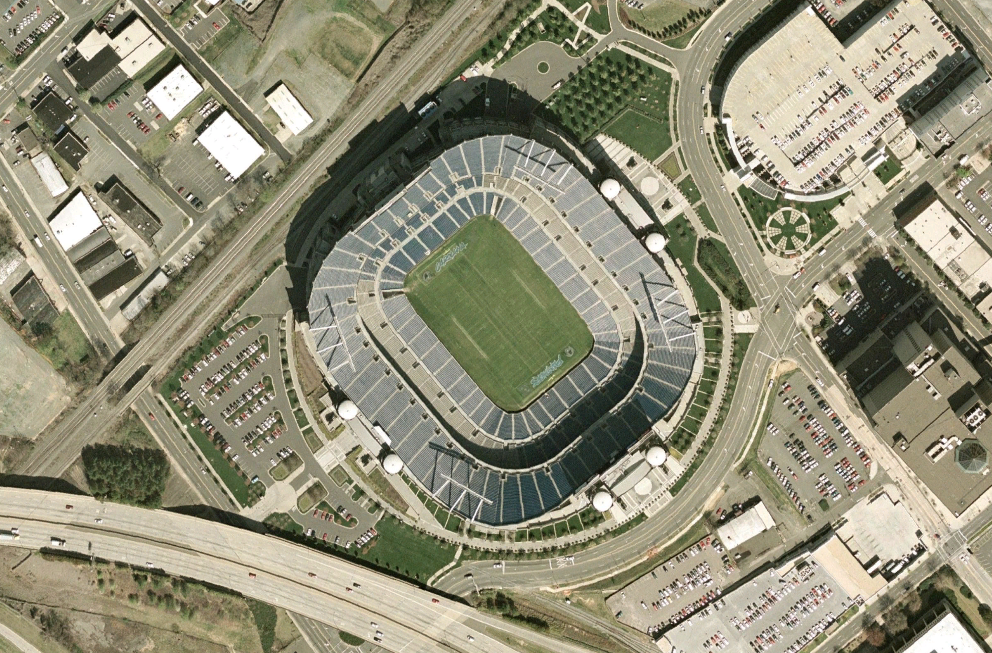
Image satellite
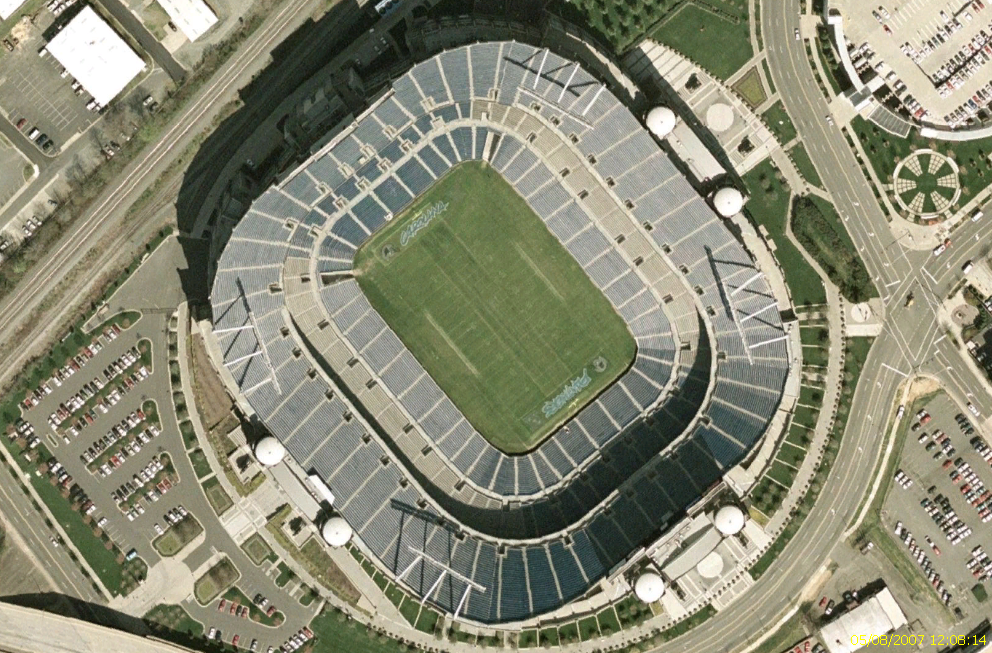
Vue du ciel